# Afdera (vulcano)
L'Afderà o Afdera è uno stratovulcano posto a sud della regione della Dancalia in Etiopia, tra i campi vulcanici dell'Erta Ale, Tat Ali e Alayta. Si trova sull'intersezione di tre faglie
Giovani duomi di lava riolitici sono allineati alla sua base sud. Le cronache raccontano di eruzioni avvenute nel 1907 e 1915; oggi si ritiene che le stesse sono da attribuirsi piuttosto al vulcano Alayta.